# Rotgelbes Fuchsschwanzgras
Das Rotgelbe Fuchsschwanzgras (Alopecurus aequalis), auch Rotgelber Fuchsschwanz oder Kurzgranniger Fuchsschwanz genannt, ist eine Pflanzenart aus der Gattung der Fuchsschwanzgräser (Alopecurus) in der Familie der Süßgräser (Poaceae).

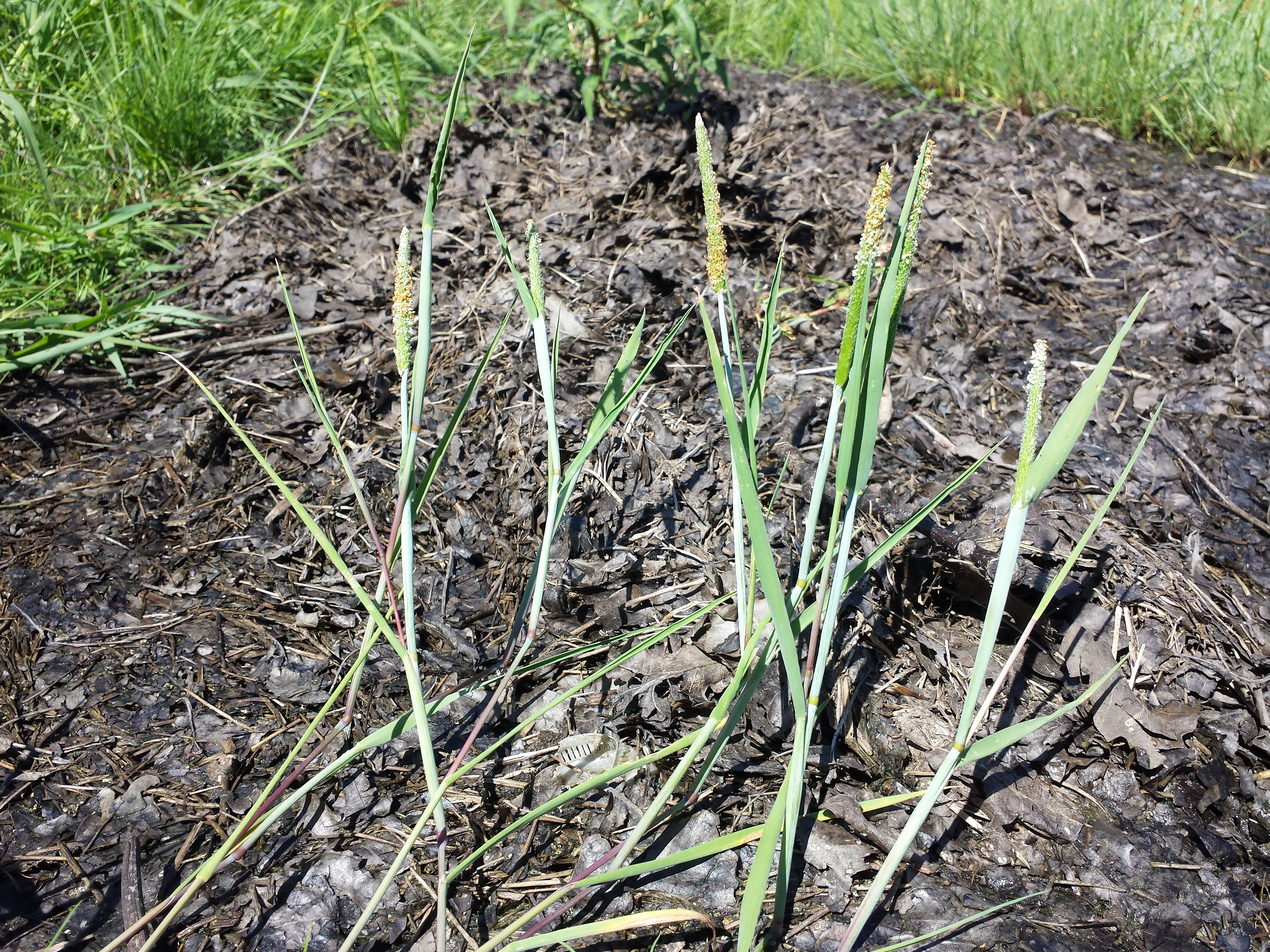
Habitus

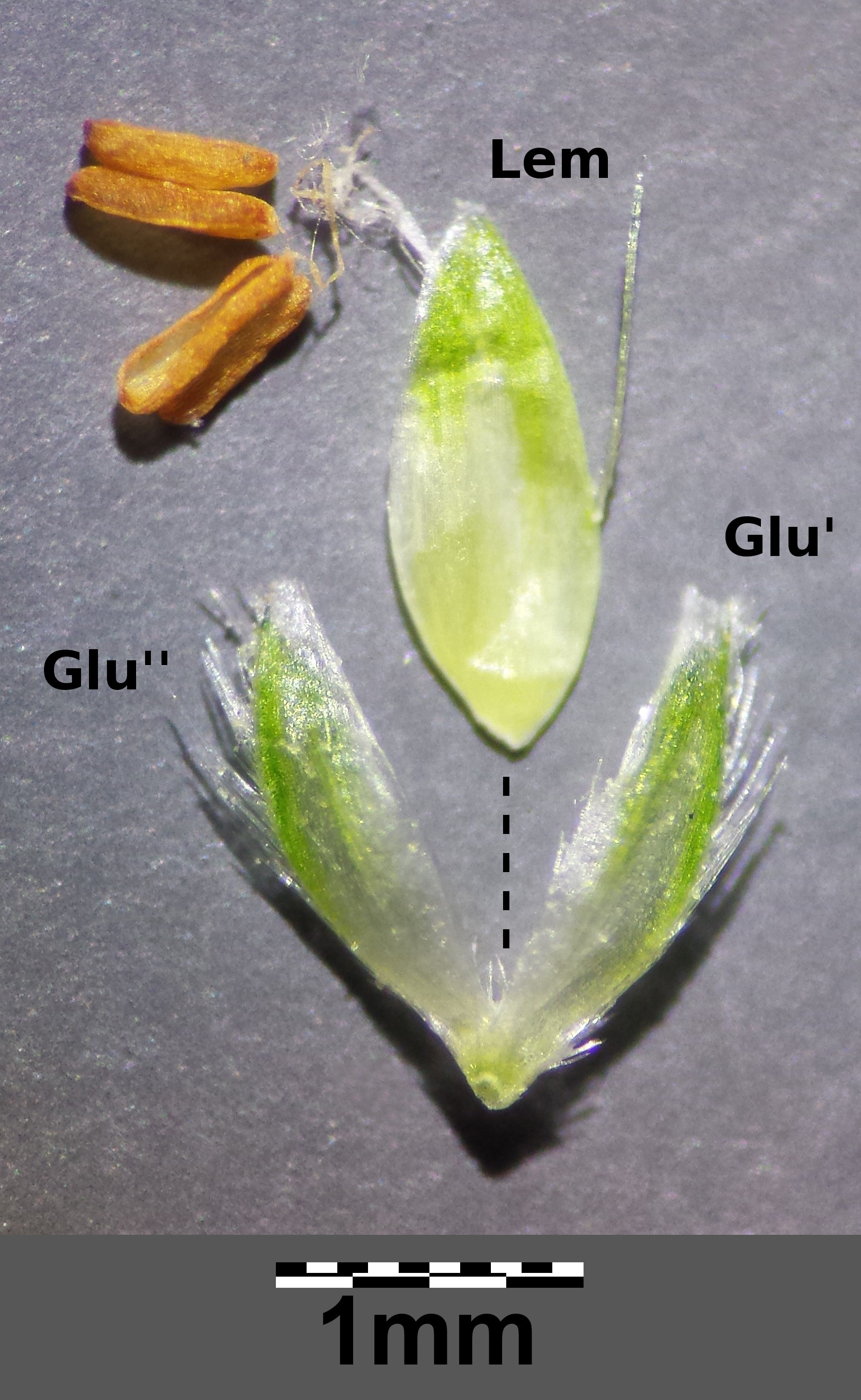
Ein zerlegtes Ährchen: die Hüllspelzen (Glu) sind am Grund miteinander verwachsen. Die Deckspelze (Lem) der einzigen Blüte weist am Rücken eine kurze, gerade Granne auf.

## Merkmale
Das Rotgelbe Fuchsschwanzgras wächst als einjähriges bis ausdauerndes Gras, ist also ein Therophyt bis Hemikryptophyt. Es bildet kurze Rhizome sowie Erneuerungstriebe und erreicht Wuchshöhen von 10 bis 25 cm, selten von 5 bis 30 cm. Der Stängel ist glatt, kahl und lediglich unterhalb des Blütenstands rau. Er hat 5 bis 8 Knoten, die ebenfalls kahl sind. Die Stängel sind meistens niederliegend. In der unteren Hälfte sind sie verzweigt und an den Knoten auch wurzelnd. Sie steigen knickig auf und werden bis zu 70 cm lang. Im Wasser können sie auch fluten.
Die unteren Blattscheiden sind braun und zerfasern, die oberen sind leicht aufgeblasen. Das Blatthäutchen ist 2 bis 5 mm lang und schmal-abgerundet. Die Blattscheiden sind 2 bis 8 cm (selten 1 bis 12) lang, 2 bis 5 mm breit, flach und schwach gerippt. Auf beiden Seiten sind sie an den Rippen und am Rand rau.
Der Blütenstand ist eine 2 bis 7 cm lange und 3 bis 5 mm breite Ährenrispe. Sie ist an beiden Enden abgerundet und walzlich-länglich. Die Ährchen sind 2 bis 2,2 (selten 2,5) mm lang. Die Hüllspelzen sind krautig und nur am Grund verwachsen. Auf dem Kiel sind sie 0,5 mm lang bewimpert und den Seitenflächen kurz behaart. Die Deckspelze ist kahl, an ihrem Rücken setzt in oder etwas unter der Mitte eine Granne von 1,2 bis 1,8 mm Länge an, die kaum länger als die Spelze, gerade und ohne Knie ist. Die Staubbeutel sind 0,8 bis 1 mm lang, anfangs weiß, später gelbrot, rostfarbig oder ziegelrot, am Ende gelblichweiß sind (Unterschied zum ähnlichen Knick-Fuchsschwanzgras). Blütezeit ist von Juni bis Oktober. Die Blüten sind proterogyn und meistens fremdbestäubt.
Die Karyopse ist 0,8 bis 1 mm lang, eiförmig und zugespitzt.
Die Chromosomenzahl ist 2n = 14.

## Verbreitung und Standorte
Das Rotgelbe Fuchsschwanzgras ist in Europa, im temperaten Asien und in Nordamerika bis zu den Anden verbreitet.  In Europa kommt es in fast allen Ländern vor und fehlt nur in Irland, Nordmazedonien und in Lettland.
Es wächst an den Ufern von Teichen und Seen, in Gräben und Nasswiesen. Die Art kommt vor allem auf zeitweise überschwemmten, nährstoffreichen und humosen Tonböden vor. Es handelt sich um eine Volllichtpflanze und einen Nässezeiger. Alopecurus aequalis steigt bis in die subalpine Höhenstufe, in der Steiermark (Stadl bei Murau) bis in 1860 Meter, im Kanton Wallis ob Nax bis 2250 Meter. In Kalifornien erreicht sie sogar 3500 Meter. In den Allgäuer Alpen steigt die Art bis zu 1880 Metern Meereshöhe auf.
Die ökologischen Zeigerwerte nach Landolt et al. 2010 sind in der Schweiz: Feuchtezahl F = 5w+ (überschwemmt aber stark wechselnd), Lichtzahl L = 4 (hell), Reaktionszahl R = 3 (schwach sauer bis neutral), Temperaturzahl T = 3 (montan), Nährstoffzahl N = 4 (nährstoffreich), Kontinentalitätszahl K = 2 (subozeanisch), Salztoleranz = 1 (tolerant).
Es ist eine Assoziationscharakterart der nach ihm benannten Assoziation Alopecuretum aequalis innerhalb des Verbands Bidention tripartitae (Zweizahn-Gesellschaften).

## Taxonomie
Das Rotgelbe Fuchsschwanzgras wurde 1799 von Gregor Fedorovitch Sobolewsky (1741–1807) in Flora Petropolitana S. 16 als Alopecurus aequalis erstbeschrieben. Synonyme von Alopecurus aequalis Sobol. sind Alopecurus aristulatus Michx., Alopecurus fulvus Sm. und Alopecurus geniculatus subsp. fulvus (Sm.) Trab.

## Belege
Neben den in den Einzelnachweisen aufgeführten Quellen beruht der Artikel auf folgenden Unterlagen:
- Siegmund Seybold (Hrsg.): Schmeil-Fitschen interaktiv (CD-Rom), Quelle & Meyer, Wiebelsheim 2001/2002, ISBN 3-494-01327-6